# اندیس عقیق هرمک
عقیق هرمک یک اندیس غیرفلزی است که در حوالی شهر تله سیاه استان سیستان و بلوچستان قرار دارد و مادهٔ معدنی موجود در آن، عقیق است.سنگ میزبان این اندیس فلیش است و دیرینگی آن به دوران پالئوژن می‌رسد. 